# Manettia coccocypseloides
Manettia coccocypseloides é uma espécie de dicotiledónea pertencente à família Rubiaceae, descrita em 1914.